# Cebrennus cultrifer
Cebrennus cultrifer là một loài nhện trong họ Sparassidae.
Loài này thuộc chi Cebrennus. Cebrennus cultrifer được Jean-Louis Fage miêu tả năm 1921.